# Вулиця Євгена Плужника (Конотоп)
Вулиця Євгена Плужника — вулиця міста Конотоп Сумської області.

## Розташування
Розташована в історичній частині міста. Пролягає від вулиці Рибалка до вулиці Володимира Великого.

## Історія
Існує з XVIII століття. Вперше згадується у 1782 році.
До першої половини XX століття — частина вулиці Риковщина. Імовірне походження назви вулиці від слова «роковщина» — зерно.
З 29 вересня 1954 року — 1-й провулок вулиці Рибалка.
Сучасна назва — з 2024 року.